# 妳正在看著夕陽嗎？
《妳正在看着夕阳吗？》（日语：夕陽を見ているか?），是AKB48的第6张单曲。由DefSTAR Records Inc.于2007年10月31日发售。中心成員由前田敦子、小嶋陽菜擔當。

## 概要
單曲分为三种式样同时发售，包括两种初回限定盘、一种通常盘。两种初回限定盘在封面的式样以及收录曲目上都有区别。
本作的初回限定盘中虽然有包含DVD，但内容并非为本作的PV，而是上作《我的太阳》的PV与Making影像。原因是上作的通常盘与初回限定盘都没有附带DVD。
本作的PV则是包含在首张专辑SET LIST～Greatest Songs 2006-2007～的初回限定盘A DVD当中。
本作的选拔组成员在前作中都进入了选拔组。但由于本作的选拔组成员数量减至10名（上作《我的太阳》为14人），故前作的选拔成员中大島麻衣、篠田麻里子、中西里菜与秋元才加落选。
本作PV的导演由曾担任《曾不屑一顧的爱情》PV导演工作的高桥荣树担任。户外取景是在长野县上田市的上田电铁别所线八木泽站及其周边进行的。
电视广告的旁白是由大島優子进行的。广告标语为“即使，辛苦的日子每天都在持续…”（たとえ、辛い毎日が続いたとしても…）
每當有代表性成員畢業時，在畢業演唱會上常會讓畢業成員與現役成員共同演唱此曲。
本作的销量据Oricon公布数据，为AKB48历代单曲中销量最低（1.8万枚）。AKB48制作人秋元康曾表示“为AKB作词的众多曲目中最中意此首的歌词”。AKB48成员峯岸南曾表示“每次唱到都会流泪”。

## 媒體使用
妳正在看着夕阳吗?（Original Mix）
- 每日放送・TBS系《Ranking樂園!!（日语：ランキンの楽園!!）》片尾曲
- 厚生勞動省2007年國際技能大賽電視廣告歌曲
- TBS系《都交給秋子吧！（日语：アッコにおまかせ!）》片尾曲
- 文化放送《AKB48之明日前再多一點點。（日语：AKB48 明日までもうちょっと。）》片尾曲

## 收录曲目

### 初回限定盘A
1. 《妳正在看着夕阳吗？》（Original Mix）（夕陽を見ているか?）[4:58]
作词：秋元康，作曲：冈田实音，编曲：高岛智明
2. 《Viva!Hurricane》（ビバ!ハリケーン）[4:00]
作詞：秋元康，作曲、編曲：井上ヨシマサ（日语：井上ヨシマサ）
3. 《你正在看着夕阳吗？》（Original Mix, Instrumental）
4. 《Viva!Hurricane》（Instrumental）

DVD
1. 《我的太阳》PV
2. Making of 《我的太阳》

### 初回限定盘B
1. 《妳正在看着夕阳吗？》（Original Mix）
2. 《Viva!Hurricane》
3. 《妳正在看着夕阳吗？》  （向日葵组2.0 Mix）[4:55]
4. 《妳正在看着夕阳吗？》（向日葵组2.1 Mix）[4:55]
5. 《妳正在看着夕阳吗？》（Original Mix, Instrumental）
6. 《Viva!Hurricane》（Instrumental）

### 通常盘
1. 《妳正在看着夕阳吗？》（Original Mix）
2. 《Viva!Hurricane》
3. 《妳正在看着夕阳吗？》（Original Mix, Instrumental）

## 選拔成員

### 妳正在看着夕阳吗?（Original Mix）
（中心成員：前田敦子、小嶋陽菜）
- Team A：板野友美、小嶋陽菜、高橋南、前田敦子、峯岸南
- Team K：大島優子、小野惠令奈、河西智美、宮澤佐江
- Team B：渡辺麻友

### 妳正在看着夕阳吗?（向日葵组2.0Mix）
- Team A：大島麻衣、川崎希、小嶋陽菜、駒谷仁美、篠田麻里子、高橋南、户島花、中西里菜、前田敦子、増山加弥乃
- Team K：秋元才加、奥真奈美、小林香菜、野呂佳代、早野薫
- 研究生：倉持明日香

### 妳正在看着夕阳吗?（向日葵组2.1Mix）
- Team A：板野友美、大江朝美、佐藤由加理、成田梨紗、峯岸南
- Team K：大島優子、大堀恵、小野惠令奈、河西智美、佐藤夏希、増田有華、松原夏海、宮澤佐江
- 研究生：佐藤亜美菜、出口陽、成瀬理沙

### Viva!Hurricane
- Team A：板野友美、大島麻衣、小嶋陽菜、篠田麻里子、高橋南、中西里菜、前田敦子、峯岸南
- Team K：秋元才加、大島優子、小野惠令奈、河西智美、佐藤夏希、野呂佳代、増田有華、宮澤佐江

## 脚注
1. ↑  若包含独立制作时期单曲，则为第8张。
2. ↑  广播节目《AKB48的All Night Japan》中本人之发言
3. ↑  《如果杜拉》与AKB48的关系 岩崎夏海揭示AKB48大热的真相（前篇） （页面存档备份，存于） 日刊Cyzo